# Военное положение в России

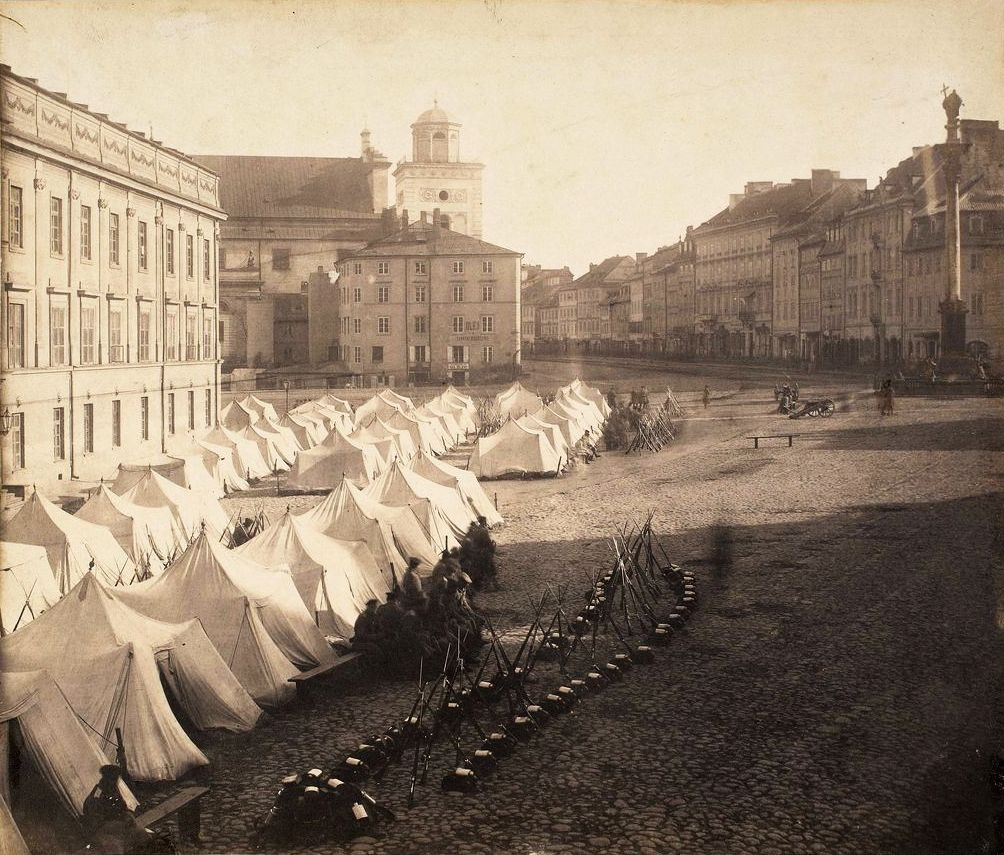
Русская армия в Варшаве во время военного положения в связи с беспорядками, 1861 год.

Военное положение — особый правовой режим, который вводится в условиях внешней агрессии или её угрозы. Этим оно отличается от чрезвычайного положения, которое вводится в случае внутренней угрозы — попытки переворота, беспорядков или катастроф.
Военное положение также следует отличать от состояния войны (военного времени) — термина, который обозначает период между началом военных действий и их завершением.
Порядок введения и отмены военного положения в России определён федеральным конституционном законом от 30 января 2002 года № 1-ФКЗ «О военном положении».
19 октября 2022 года на фоне вторжения России на Украину российский президент Владимир Путин впервые в современной российской истории ввел военное положение. Путин объявил военное положение на территории четырёх оккупированных областей Украины, об аннексии которых Путин заявил за несколько недель до этого.

## История
Российское законодательство различало военное положение и состояние охраны, усиленной или чрезвычайной. В юридической литературе имперской России (также СССР в 20-е годы XX века) военное положение часто определяли через полицейское (милицейское) понятие «охрана», которое рассматривалось в контексте государственного управления как охраны государственного порядка.
В Российской империи военное положение объявлялось в военное время в пограничных областях государства, прилегающих к театру военных действий. В мирное время на таком же положении могли быть объявлены области, губернии или города, возмутившиеся против установленного порядка правительством, или в которых для поддержания порядка были признаны необходимыми особые строгие меры. Пример: Польское царство 1905 год, Сумской уезд (Харьковская губерния).
В СССР военное положение мог объявить, в соответствии с пунктом «п» статьи 49 Конституции, только Президиум Верховного Совета СССР как сказано в статье «в интересах обороны СССР или обеспечения общественного порядка и государственной безопасности». В соответствии с этим при объявлении военного положения все функции органов государственной власти по вопросам обороны, обеспечения общественного порядка и государственной безопасности переходили к органам военного управления — военным советам и командованию формирований РККА (позднее — ВС СССР).
Последний раз военное положение в СССР последовательно объявлялось на основании пункта «п» статьи 49 Конституции СССР Указами Президиума Верховного Совета СССР:
- С 22 июня 1941 года[6] — в Москве, Ленинграде и большинстве областей, краёв, республик Европейской части СССР[7];
- С 23 августа 1942 года — в некоторых городах Закавказья, на Черноморском и Каспийском побережьях[7];
- С 9 сентября 1942 года — в Грузинской ССР, Азербайджанской ССР и Армянской ССР, Саратовской и Тамбовской областях[7];
- С 15 апреля 1943 года — на всём железнодорожном транспорте СССР[7];
- С 9 мая 1943 года — на морском и речном транспорте[7].

Военное положение было отменено на большей части территории СССР 21 сентября 1945 года, спустя 18 дней со дня окончания военных действий на Дальнем Востоке. Действие этого указа не распространялось на ряд отдельных местностей СССР — Литовскую, Латвийскую, Эстонскую ССР, а также западные области Украинской и Белорусской ССР, там военное положение было окончательно отменено лишь 4 июля 1946 года. Ещё дольше военное положение сохранялась на объектах транспорта — оно было отменено только 2 мая 1948 года.

### В современной России
19 октября 2022 года на заседании Совета безопасности РФ президент Владимир Путин объявил о введении военного положения в четырёх регионах России, образованных на оккупированных территориях Украины: Донецкой народной республике, Луганской народной республике, Запорожской и Херсонской областях. Ещё в восьми регионах — Брянской, Курской, Белгородской, Воронежской, Ростовской областях, Краснодарском крае и аннексированном Крыму был введён «средний уровень реагирования» (что является применением 6 из 19 пунктов военного положения), в Центральном и Южном федеральных округах — «уровень повышенной готовности» (4 из 19 пунктов), а в остальных субъектах РФ — «уровень базовой готовности» (2 из 19 пунктов).

## Введение и отмена
Военное положение в России или в отдельных её местностях вводится указом президента, который должен быть немедленно обнародован по радио и телевидению и официально опубликован. Кроме того, президент должен немедленно сообщить о введении военного положения Совету Федерации и Государственной думе.
Совет Федерации в течение 48 часов решает, утвердить ли президентский указ, не утверждённый Советом Федерации указ, прекращает действие со следующего дня после дня принятия такого решения, о чём население Российской Федерации или соответствующих её отдельных местностей оповещается в том же порядке, в каком оно оповещалось о введении военного положения.
Президент Российской Федерации, во исполнение международных обязательств, принимает меры по уведомлению Генерального секретаря ООН (а через него — стран-участников ООН) об отступлении Российской Федерацией от норм международного права и договоров, связанных с ограничением прав и свобод граждан.
Основанием для введения военного положения считается агрессия против России или её непосредственная угроза. Закон относит к агрессии:
- вторжение иностранных войск или нападение иностранных войск на российские, где бы они ни находились;
- бомбардировка иностранными войсками или другое применение оружия против России;
- засылка иностранными государствами агрессивных вооруженных групп в Россию;
- блокада российских портов или берегов иностранными войсками;
- разрешение иностранного государства использовать свою территорию для атаки на Россию.

Непосредственной угрозой агрессии закон считает действия иностранного государства в нарушение международного права, которые непосредственно указывают на подготовку к агрессии. В качестве примера закон приводит объявление войны.
Введение военного положения предполагает мобилизацию и организацию территориальной обороны, а также установление трудовой обязанности.
После отражения агрессии или устранения её угрозы военное положение отменяется.

## Допустимые ограничения
Закон предполагает две группы ограничений, которые могут быть введены в условиях военного положения (а при необходимости и до него).
1. Ограничения в зоне военного положения:
- особый режим работы критической инфраструктуры и опасных объектов;
- эвакуация важных объектов и людей;
- усиление охраны общественного порядка, критической инфраструктуры и других важных объектов;
- ограничение въезда, выезда и свободы передвижения, досмотр, ограничение выбора места жительства;
- комендантский час;
- военная цензура в сфере коммуникаций;
- усиление секретности в государственных и местных органах;
- ограничение продажи оружия, опасных веществ, наркотиков, лекарств и алкоголя, их временное изъятие у граждан;
- запрет митингов и забастовок;
- запрет общественных, международных или иностранных организаций, подрывающих безопасность страны;
- принудительные работы для нужд обороны, по восстановлению разрушенных объектов и борьбе с пожарами и эпидемиями;
- изъятие частного имущества с последующей компенсацией;
- интернирование неблагонадёжных граждан и граждан стран-агрессоров (применяется только непосредственно в случае агрессии и с целью недопущения возможного разжигания ими беспорядков и мятежей на национальной почве)[12].

2. Общие ограничения, которые могут быть установлены даже там, где военное положение не введено:
- ограничение экономической деятельности, в том числе оборота имущества;
- ограничение поиска и распространения информации;
- изменение форм собственности организаций;
- изменение режима трудовой деятельности, в том числе установление трудовой обязанности в отношении граждан (обязательна для всех граждан в возрасте от 14 до 60-65 лет), не призванных на службу по мобилизации.

Независимо от контекста обстоятельств в рамках ограничений на поиск и распространение информации, любые передаваемые сведения с использованием средств коммуникаций могут быть определены как информация двойного назначения (степень подробности определяется органами военной цензуры). Распространение такой информации (а также подобных ей фейк ньюс) может стать поводом для обвинения в государственной измене (либо в покушении на неё, если это не спровоцировало тяжких последствий).
В период военного положения не проводятся:
- выборы президента Российской Федерации;
- выборы в Государственную Думу Федерального Собрания Российской Федерации;
- выборы в местных органах самоуправления;
- референдумы.

## Порядок управления
При введении военного положения не проводятся выборы и референдумы, полномочия выборных органов власти (включая президента Российской Федерации), органов местного самоуправления и должностных лиц автоматически продлеваются на тот же срок. При этом вопрос, связанный с необходимостью продления президентских полномочий в случае невозможности проведения выборов при сохраняющемся военном положении, остаётся в компетенции Совета Федерации.
Основные полномочия по обеспечению военного положения сосредоточены в руках президента. Правительство осуществляет в основном технические функции, кроме того на время действия военного положения президент может изменить его структуру. Парламент принимает необходимые для обеспечения военного положения законы и расторгает договоры с государствами-агрессорами.
Судебная система и прокуратура в условиях военного положения действуют в прежнем виде, создание чрезвычайных судов в России запрещено.
Если военное положение установлено на части территории России, там может быть введено военное управление, ответственное за применение наложенных ограничений.